# Грамматика (описание языка)

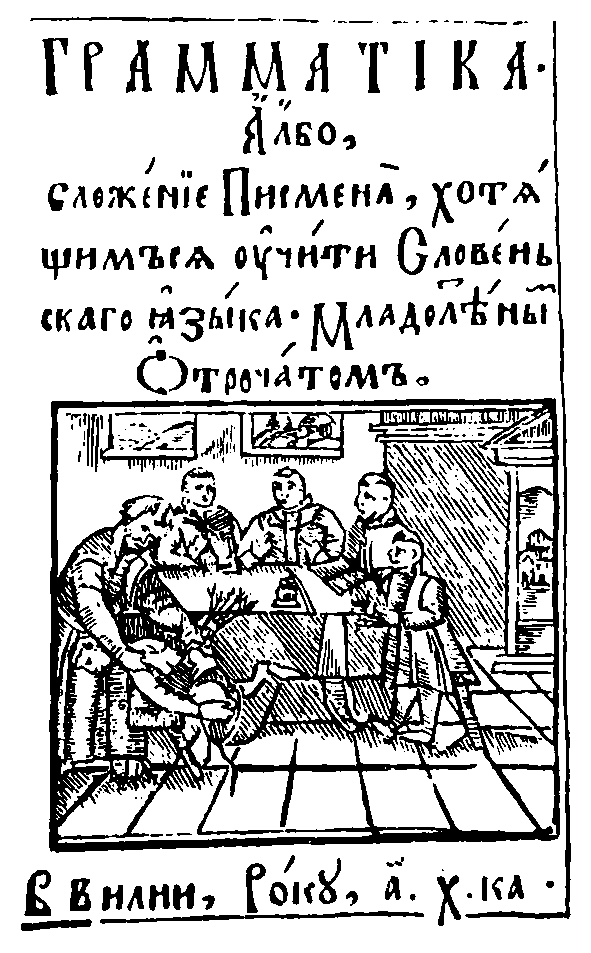
Сокращённая версия 1621 года грамматики церковнославянского языка Мелетия Смотрицкого

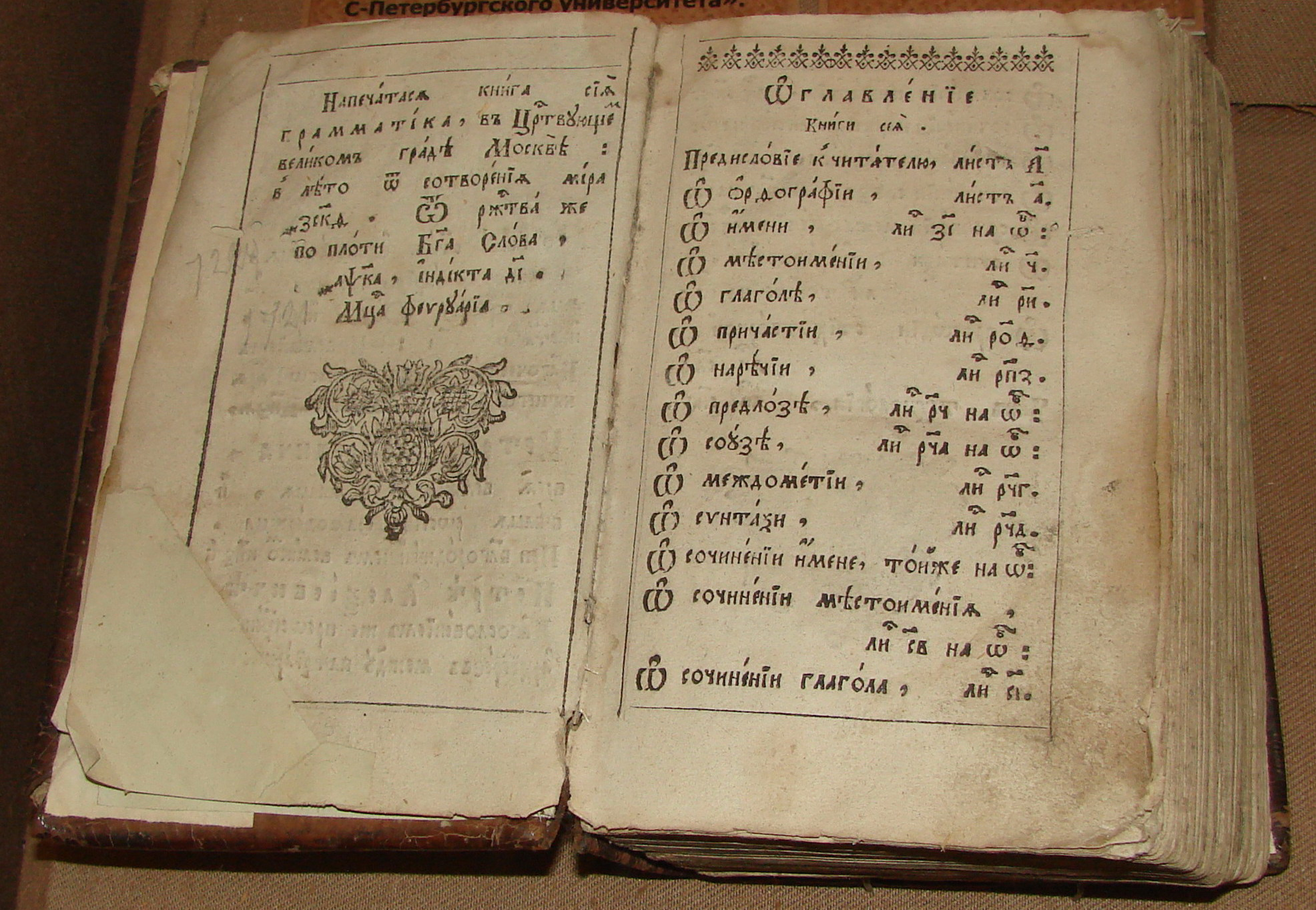
«Грамматика» Смотрицкого. Издание 1721 года. Москва

Грамма́тика (от греч. γράμμα — «запись»), как описание языка — это научное произведение, описывающее грамматический строй языка. Представляет собой плод работы учёных, занимающихся грамматикой как наукой.
- В зависимости от того, к какой аудитории они обращены, выделяются грамматики:
  - учебные и научные,
  - школьные и академические,
  - грамматики родного языка (для носителей языка) и грамматики изучаемого чужого языка (напр., русская грамматика Г. В. Лудольфа (Heinrich Wilhelm Ludolf, «Grammatica russica». Oxford, 1696 г.) для европейцев, изучающих русский язык),
  - грамматики для людей и для компьютеров.
- С точки зрения предмета описания различают одноязычные, сопоставительные и исторические (в том числе сравнительно-исторические, или сравнительные) грамматики.
  - Напр., «Российская грамматика» М. В. Ломоносова 1755 г., двухтомная «Грамматика русского языка» 1952-54 гг., вышедшая под ред. В. В. Виноградова и Л. В. Щербы, «Грамматика современного русского литературного языка» 1970 г. и «Русская грамматика» 1980 г. в двух томах (обе под ред. Н. Ю. Шведовой) являются одноязычными.
  - Примеры сопоставительных грамматик — изданная в Братиславе книга А. В. Исаченко «Грамматический строй русского языка в сопоставлении со словацким. Морфология» (в двух томах, 1952-60 гг.), вышедшая в Праге «Русская грамматика» (под ред. Е. Кржижковой и О. Лешки, 1979 г.).
  - К историческим относятся, напр., «Историческая грамматика русского языка» Ф. И. Буслаева (1858 г.), одноимённая книга В. И. Борковского и П. С. Кузнецова 1965 г. и др.
    - «Сравнительная грамматика славянских языков» французского учёного А. Вайяна, 5 томов которой вышли на французском языке в 1950-77 гг., является сравнительно-исторической.
- Грамматическое описание может отвлекаться от фактов фонетики и лексикологии (при узком подходе к пониманию предмета грамматики) или, напротив, включать их (при широком подходе).
  - Грамматика, претендующая на полноту и ясность, стремится быть максимально согласованной с грамматич. пометами при словах, входящих в прилагаемый к этой грамматике словарь (такое описание языка называют интегральным); см. Грамматические словари.
- С точки зрения описываемой формы речи грамматики устной речи противопоставлены грамматикам письменной речи.
- Грамматика может быть направлена от форм к значениям (пассивная или рецептивная грамматика) или от значений к формам (активная или продуктивная грамматика).
- Грамматикам, стремящимся к полноте охвата фактов описываемого языка (языков), называемым экстенсивными, противопоставлены описания, ограничивающиеся лишь его (их) «ядерными» фактами, — рестриктивные грамматики (напр., грамматический очерк, иногда публикуемый в приложении к словарю данного языка или в составе лингвистической энциклопедии).
- С точки зрения охвата стилей выделяют грамматики нейтральные и стилистически специализированные. Ориентированные на языковую норму грамматики называют нормативными, на узус (бытующее употребление форм) — узуальными.
- Грамматика может иметь разные цели. Теоретические грамматики служат познавательным целям, а практические — целям обучения.
  - Среди теоретических выделяются описывающие одни языковые формы через другие (т. н. формалистические, или структурные, грамматики) и объясняющие языковые формы через их отношение к внеязыковой действительности (семантические, или менталистические, грамматики).
- По установке грамматиста грамматики подразделяются на описательные (дескриптивные), то есть констатирующие, и предписательные (прескриптивные), то есть рекомендующие, как надо писать и говорить.
- Грамматики описывают язык с различных точек зрения: обучают говорению и письму или слуховому восприятию и чтению текста; описывают систему языка или образование одних форм от других, переходы одних форм в другие, замену одних форм другими; ограничиваются констатацией фактов языка или описывают функционирование форм в речи.